# Jean Noël Desmarais
Pour les articles homonymes, voir Desmarais.

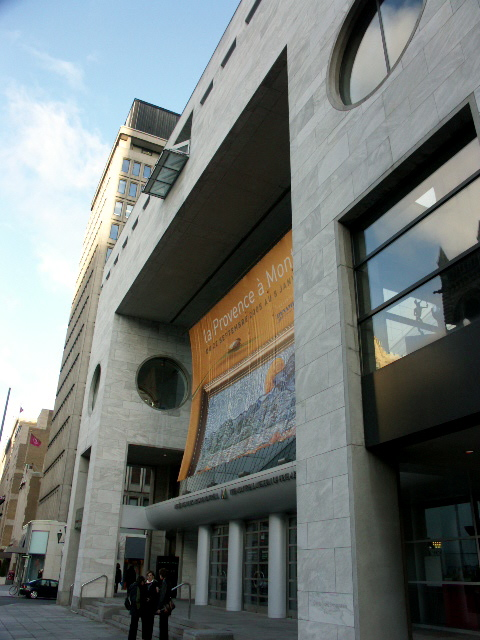
Pavillon Jean-Noël Desmarais du Musée des beaux-arts de Montréal

Jean Noël Desmarais B.A., M.D., F.R.C.P.  (11 avril 1924 - 25 juillet 1995) fut un radiologiste, médecin et sénateur canadien de l'Ontario.

## Biographie
Né à Sudbury en Ontario, il commença sa carrière politique lors de sa nomination au Sénat du Canada dans la division sénatoriale de Sudbury en 1993 à titre de sénateur progressiste-conservateur. Il obtint cette nomination grâce aux recommandations du premier ministre Brian Mulroney. Sa carrière prend fin en 1995 par son décès causé par un cancer relié à la cigarette.
Le pavillon Jean-Noël Desmarais du Musée des beaux-arts de Montréal, conçu par l'architecte Moshe Safdie, est nommé en l’honneur de son père. 
Il est le frère de Louis R. Desmarais, député libéral de Dollard au Québec, et le frère de l'homme d'affaires Paul Desmarais.